# Daniel Olbrychski

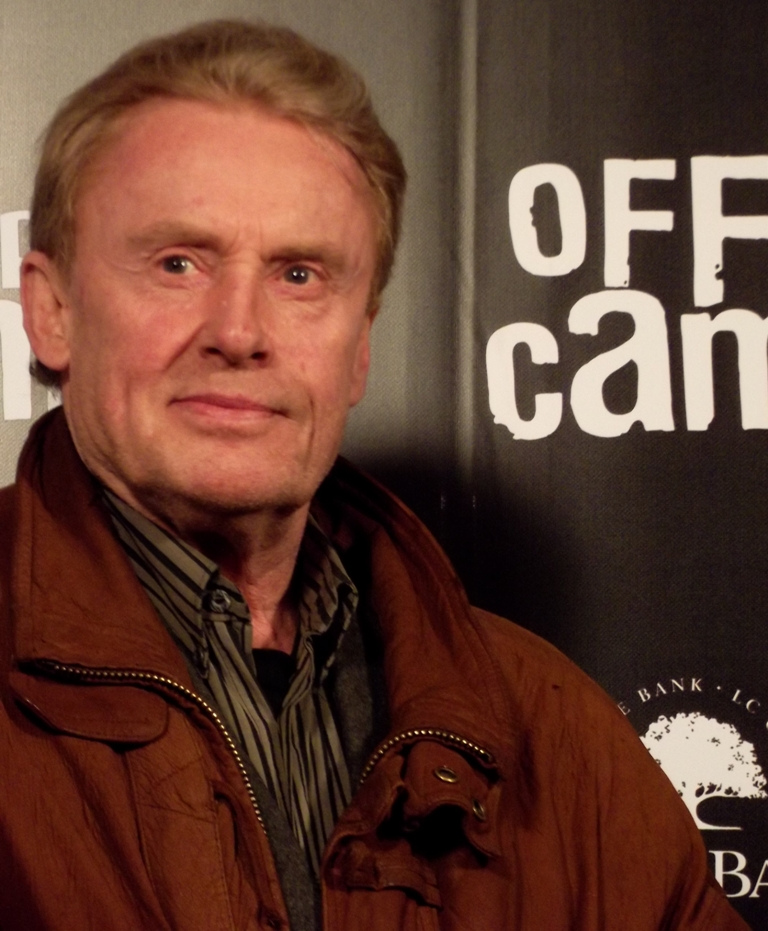
Daniel Olbrychski

Daniel Marcel Olbrychski (n. 27 februarie 1945, Łowicz, Republica Populară Polonă, Polonia) este un actor polonez. El a interpretat roluri principale în mai multe filme regizate de Andrzej Wajda. A jucat un rol principal în filmul premiat cu Oscar Toba de tinichea, adpaterea cinematografică a romanului cu același nume scris de germanul Günther Grass, regizat de Volker Schlöndorff. A apărut și unul dintre cele 10 scurt-metraje ale Decalogului regizat de Krzysztof Kieślowski și a avut un rol mic în adaptarea cinematografică a cărții The Unbearable Lightness of Being.
În 1986 Olbrychski a primit Ordinul francez Legiunea de Onoare. În 2007 a primit Premiul Stanislavsky la Festivalul Internațional de Film de la Moscova pentru realizările excepționale în cariera de actor și devotamentul față de principiile Școlii lui Stanislavsky.
El este tatăl a doi fii, Rafal Olbrychski (actor, născut la 26 februarie 1971) cu Monika Dzienisiewicz-Olbrychska, și Viktor cu actrița germană Barbara Sukowa. Are și o fiică cu numele de Weronika.
Pe lângă actorie, Olbrychski a fost cunoscut și pentru calitățile sale de atlet. Pasionat călăreț și priceput în mânuirea sabiei, Olbrychski a efectuat personal multe din scenele de cascadorie din filmele sale.

## Filmografie
- Ranny w lesie (1963)
- Potem nastąpi cisza (1965)

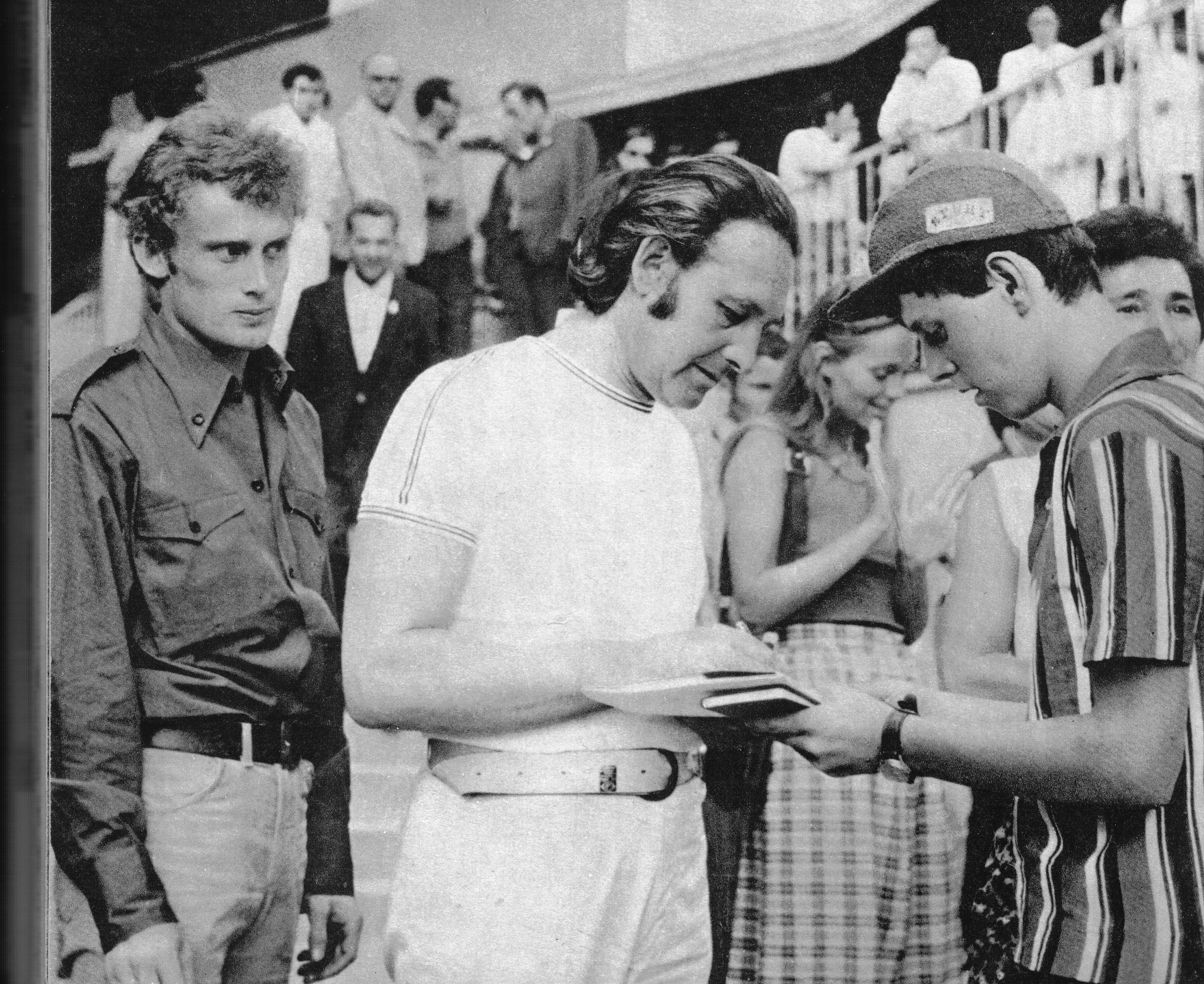
Olbrychski (stânga) cu Andrzej Wajda (centru), 1973

- 1965 Cenușa (Popioły), regia Andrzej Wajda
- Căsătorie din interes (1967)
- Bokser (1966)
- Skok (1967)
- Jowita (1967)
- Zaliczenie (1968)
- Hrabina Cosel (1968)
- 1969 Pan Wołodyjowski
- 1969 Totul de vânzare
- Struktura kryształu (1969)
- Sól ziemi czarnej (1969)
- Polowanie na muchy (1969)
- Życie rodzinne (1970)
- Różaniec z granatów (1970)
- Krajobraz po bitwie (1970)
- Egi barany (1970)
- 1970 Pădurea de mesteceni (Brzezina)
- Piłat i inni (Pilatus und andere) (1971)
- 1973 Nunta (Wesele), regia Andrzej Wajda
- Ziemia Obiecana (1974)
- Roma rivuole Cesare (1974)
- 1974 Potopul (Potop), regia Jerzy Hoffman ca Andrzej Kmicic
- Zdjęcia próbne (1976)
- Dagny (1976)
- Trzy po trzy (1977)
- Terrarium (1979)
- Rycerz (1979)
- 1979 Domnișoarele din Wilko (Panny z Wilka), regia Andrzej Wajda
- Kung-Fu (1979)
- Toba de tinichea (1979)
- Wizja Lokalna 1901 (1980)
- Z dalekiego kraju (1981)
- Pad Italije (1981)
- Uns et les autres, Les (1981)
- La Truite (1982)
- Miłość w Niemczech (Eine Liebe in Deutschland) (1983)
- La Diagonale du fou (1984)
- Der Bulle & Das Madchen (1984)
- Siekierezada (1985)
- Music Hall (1985)
- Lieber Karl (1985)
- Jestem przeciw (1985)
- Ga, ga. Chwała bohaterom (1985)
- Casablanca, Casablanca (1985)
- 1986 Rosa Luxemburg (Geduld der Rosa Luxemburg / Róża Luksemburg)
- Marriage blanc (1986)
- Mosca addio (1987)
- 1988 Insuportabila ușurătate a ființei (The Unbearable Lightness of Being), regia Philip Kaufman
- La Bottega dell'orefice (1988)
- L'Orchestre rouge (1988)
- Haute tension - Au bout du rouleau (1988)
- Decalogul III (1988)
- Zoo (1989)
- Passi d'amore (1989)
- Le Retour (1990)
- Korotkoye dykhaniye lyubvi (1992)
- Długa rozmowa z ptakiem (Das Lange Gespräch mit dem Vogel) (1992)
- Vervonal (1993)
- Moi Ivan, toi Abraham (1993)
- Lepiej być piękną i bogatą (1993)
- Kolejność uczuć (1993)
- A Torvenytelen (1994)
- Transatlantis (1995)
- Pestka (1995)
- Dzieje mistrza Twardowskiego (1995)
- Ucieczka (1996)
- Truck stop (1996)
- Poznań 56 (1996)
- Hommes, femmes, mode d'emploi (1996)
- Dzieci i ryby (1996)
- Szokes (1997)
- Opowieści weekendowe-Ostatni krąg (1997)
- Ogniem i mieczem (1998)
- 1998 Băbierul din Siberia (Sibirskiy tsiryulnik), regia Nikita Mikhalkov
- Pan Tadeusz (1999)
- To ja, złodziej (2000)
- Przedwiośnie (2000)
- Wiedźmin (2001)
- Krzyżacy (2001)
- Zemsta (2002)
- Stara Basn (2003)
- Anthony Zimmer (2005)
- The Turkish Gambit (2005)
- Dwie strony medalu (2007)
- Taras Bulba (2008)
- Salt (2010)